# 김보은 (아나운서)
김보은(1984년 5월 12일 ~ )은 대한민국의 기상 캐스터이자 아나운서이다.

## 주요 경력
- 2010년 대구MBC 기상 캐스터
- 2011년 대전MBC 아나운서

## TV 방송
- 대구MBC 뉴스투데이 기상 캐스터
- 대구MBC 뉴스데스크 기상 캐스터
- 특별한 저녁 생생오늘 기상 캐스터
- 전국이 보인다 진행
- 허참의 토크&조이 진행
- MBC 뉴스데스크 대전 충남 진행

## 라디오 방송
- 김경섭, 김보은의 특급작전 진행
- 정오의 희망곡 진행